# Drużnaja (obwód grodzieński)
Drużnaja (biał. Дружная; ros. Дружная) – wieś na Białorusi, w obwodzie grodzieńskim, w rejonie wołkowyskim, w sielsowiecie Wołkowysk. W 2009 roku liczyła 32 mieszkańców.
Miejscowość nosiła dawniej nazwę Kobylaki (biał. Кабылякі; ros. Кобыляки). W dwudziestoleciu międzywojennym wieś i folwark Kobylaki leżały w Polsce, w województwie białostockim, w powiecie wołkowyskim, w gminie Izabelin. W 1969 roku nadano nazwę Drużnaja.